# M8 Scott
75 mm Howitzer Motor Carriage M8 – haubica samobieżna konstrukcji amerykańskiej z okresu II wojny światowej bazująca na podwoziu czołgu lekkiego Stuart, czasami używano nazwy M8 General Scott.

## Historia
Prototyp działa noszący oznaczenie T47 powstał na początku 1942 w zakładach Cadillac, a następnie został poddany testom na poligonie w Aberdeen. Pojazd bazował na podwoziu czołgu lekkiego M3/M5 Stuart i był uzbrojony w haubicę 75 mm umieszczoną w otwartej wieży. Pancerz był spawany. Od września 1942 do stycznia 1944 powstało 1778 pojazdów.

## Modele pojazdu
- M8: Na podwoziu czołgu M5.
- M8A1: Na podwoziu czołgu M5A1.

## Uzbrojenie
M8 był uzbrojony w 75 mm haubicę M2 lub M3 zamontowaną w jarzmie M7 o szybkostrzelności maksymalnej 8 szt/min. Haubica przemieszczała się w pionie -20° +40° i poziomie 360°. Zapas amunicji wynosił 46 nabojów 4 rodzajów. 
|                     | M48 (HE) | M41A1 (HE) | M66 (HEAT-T) | WP M64 (Smoke) |
| ------------------- | -------- | ---------- | ------------ | -------------- |
| Ciężar naboju (kg)  | 8,3      | 7,9        | 7,4          | 8,6            |
| Ciężar pocisku (kg) | 6,6      | 6,2        | 5,9          | 6,9            |
| Prędkość (m/s)      | 380      | 380        | 305          | 380            |
| Zasięg (m)          | 8800     | 8800       | 7200         | 8800           |
| Przebijalność (mm)  | b.d.     | b.d.       | 91           | -              |